# Ateleia tenorioi
Ateleia tenorioi es una especie fanerógama de la familia Fabaceae. La especie está dedicada al biólogo Pedro Tenorio Lezama.

## Descripción
Árboles de 2 a 8 m de alto; corteza rugosa, gris a café grisácea; ramas tomentosas a velutinas, moderadamente lenticeladas. Hojas de 11 a 18 cm, pecíolos de 1.5 a 3 cm, raquis de 3 a 9 cm semicilíndricos. Foliolos 7 a 9 a veces 11, orbiculares a anchamente elípticos, los foliolos basales y los intermedios con la base obtusa, casi simétrica, el folíolo terminal de 2 a 4 cm de ancho por 3 a 6.5 de largo elíptico, de bordes revolutos inflorescencias estaminadas de 9 a 16 cm paniculadas, axilares y terminales, multifloras. Flores de 5 a 6 mm, pediceladas; cáliz de 1.5 por 3.5 mm, turbinado, ferrugíneo velutino; pétalos de 4 por 2 mm reflexos, glabros; estambres 10 en 2 series de 5, anteras amarillentas, dorsifijas; rudimento pistilar de 1.5 por 0.6 mm, el estigma crestado, inconspícuo. Inflorescencias pistiladas de 4 a 10 cm, racemosas, axilares y laxifloras, brácteas florales deltoides o triangulares, densamente pubescentes; flores de 5 a 8 mm, pediceladas, pétalo de 5 a 7 mm por 1.4 a 1.7 mm, muy cocleado, a veces reflexo o erecto; ovario de 4.3 a 4.5 por 2.4 mm, incluyendo el estípite, el estigma de 1 a 1.4 a 1mm, oblongo y subsésil.

## Distribución y hábitat
Se distribuye en México, en la Depresión Central de Chiapas entre Flores Magón, Amatenango del Valle y Acala.
Crece en vegetación muy perturbada proveniente de selva baja caducifolia.

## Estado de conservación
No se encuentra bajo ninguna categoría de riesgo en las normas mexicanas e internacionales (Norma Oficial Mexicana 059).